# Fulford (Colorado)
Fulford es un lugar designado por el censo ubicado en el condado de Eagle en el estado estadounidense de Colorado. En el Censo de 2010 tenía una población de 2 habitantes y una densidad poblacional de 3,48 personas por km².

## Geografía
Fulford se encuentra ubicado en las coordenadas 39°31′7″N 106°39′32″O / 39.51861, -106.65889. Según la Oficina del Censo de los Estados Unidos, Fulford tiene una superficie total de 0.57 km², de la cual 0.57 km² corresponden a tierra firme y (0%) 0 km² es agua.

## Demografía
Según el censo de 2010, había 2 personas residiendo en Fulford. La densidad de población era de 3,48 hab./km². De los 2 habitantes, Fulford estaba compuesto por el 50% blancos, el 0% eran afroamericanos, el 50% eran amerindios, el 0% eran asiáticos, el 0% eran isleños del Pacífico, el 0% eran de otras razas y el 0% pertenecían a dos o más razas. Del total de la población el 0% eran hispanos o latinos de cualquier raza.